# Kľače
Kľače (bis 1927 slowakisch „Kľačany“; ungarisch Kalacsány – bis 1907 Klacsan oder Klacsán) ist eine Gemeinde im Norden der Slowakei mit 438 Einwohnern (Stand 31. Dezember 2024) im Okres Žilina, einem Kreis des Žilinský kraj.

## Geografie
Die Gemeinde befindet sich im Südwestteil des Talkessels Žilinská kotlina am rechten Ufer der Rajčanka. Das Ortszentrum liegt auf einer Höhe von 420 m n.m. und ist zweieinhalb Kilometer von Rajec sowie 18 Kilometer von Žilina entfernt.
Nachbargemeinden sind Zbyňov im Norden, Konská im Osten, Kamenná Poruba im Südosten, Rajec im Süden und Jasenové im Westen.

## Geschichte
Der Ort wurde zum ersten Mal 1511 als Kletzen schriftlich erwähnt und war Besitz der adeligen Familien Praznovszky und Kalacsány sowie teilweise der Burg Lietava. 1598 standen acht Häuser im Ort, 1784 hatte die Ortschaft 18 Häuser, 21 Familien und 137 Einwohner. 1828 zählte man 16 Häuser und 205 Einwohner, die als Landwirte beschäftigt waren.
Bis 1918 gehörte der im Komitat Trentschin liegende Ort zum Königreich Ungarn und gehörte danach zur Tschechoslowakei beziehungsweise heute zur Slowakei.

## Bevölkerung
| Jahr                | 1994 | 2004    | 2014    | 2024     |
| ------------------- | ---- | ------- | ------- | -------- |
| Anzahl der Personen | 365  | 377     | 391     | 438      |
| Unterschied         |      | +3,28 % | +3,71 % | +12,02 % |

| Jahr                | 2023 | 2024    |
| ------------------- | ---- | ------- |
| Anzahl der Personen | 425  | 438     |
| Unterschied         |      | +3,05 % |

Gemäß der Volkszählung 2011 wohnten in Kľače 367 Einwohner, davon 360 Slowaken sowie jeweils ein Polen und Tscheche. Fünf Einwohner machten keine Angabe zur Ethnie.
331 Einwohner bekannten sich zur römisch-katholischen Kirche. 14 Einwohner waren konfessionslos und bei 22 Einwohnern ist die Konfession nicht ermittelt.

## Verkehr
Kľače besitzt eine Haltestelle an der Bahnstrecke Žilina–Rajec und liegt direkt an der Straße 1. Ordnung 64 zwischen Žilina und Rajec.